# Демьянова уха (ресторан)

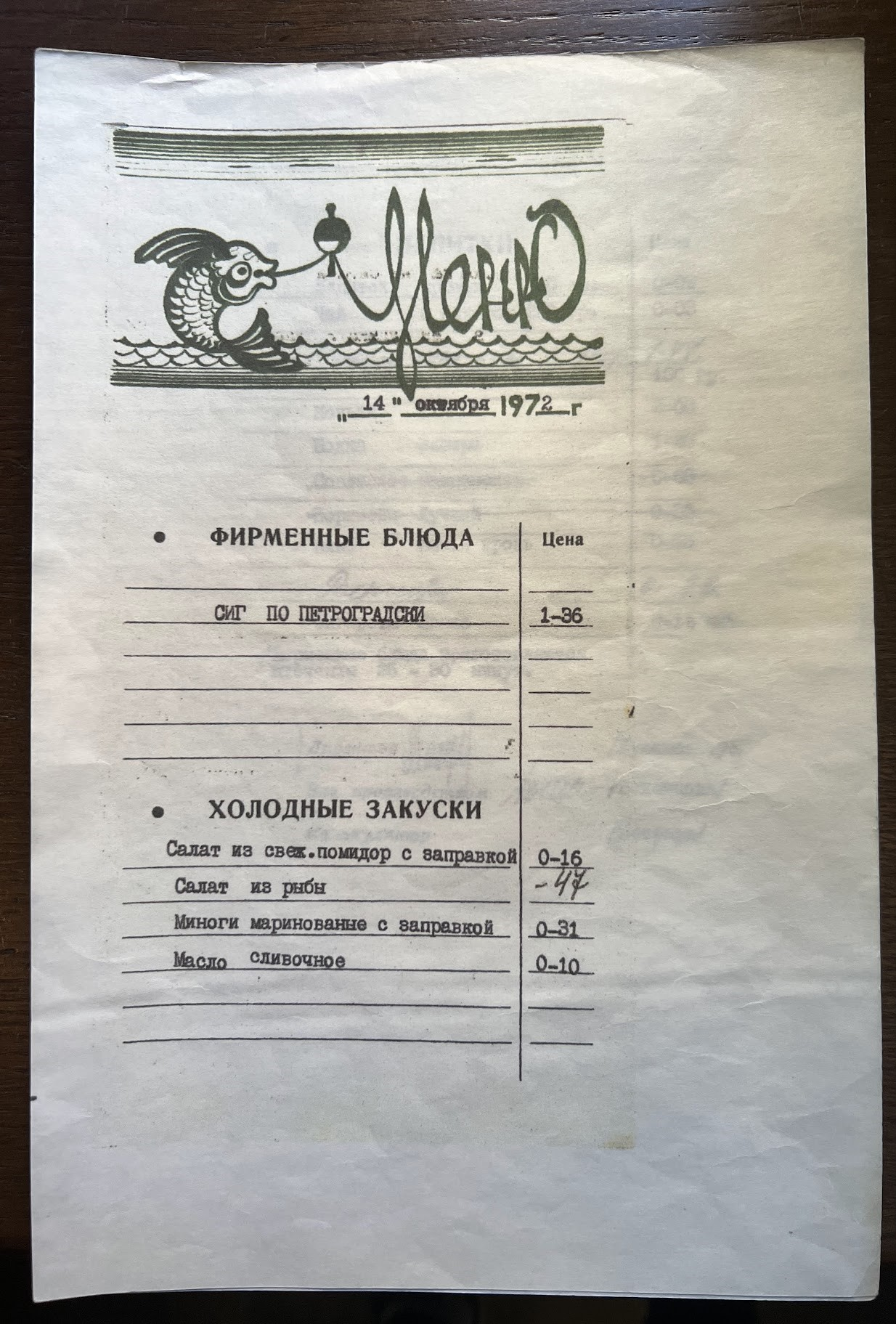
Первое меню ресторана, 1972 год

«Демьянова уха» — ресторан в Санкт-Петербурге, работающий ещё с советского времени. В 1970-е годы это был один из самых популярных ресторанов в Ленинграде. От остальных немногочисленных ресторанов той эпохи он отличался вкусными блюдами и качественным обслуживанием. «Демьянова Уха» — одно из немногих ресторанных заведений, сохранившихся и не переживших ребрендинг после распада СССР. Сегодня ресторан пользуется популярностью среди пожилых горожан.
«Демьянова Уха» была открыта 30 апреля 1971 года в доме № 53 на Кронверкском проспекте с выходом на улицу Маркина № 2 — 4. Само здание было построено в 1876 году Н. Ф. Монтадром. Ресторан расположился на нижних этажах здания. Это небольшое помещение, оформленное в стиле рубленой деревенской избы, помещения украшают бревенчатые стены и дощатый пол. Окна украшены двухстворчатыми ставнями. Помещение также украшает беленая печь с прикреплённой к ней кочергой и ухватом.
Почти всё меню в «Демьяновой ухе» включает рыбу. Еда подаётся в керамических горшках. В ресторане подают несколько видов ухи и фирменное блюдо «судак по-демьяновски».

Ресторан в советскую эпоху отличался высоким качеством обслуживания, достигавшего европейского уровня и быстро сыскал славу главного рыбного ресторана города. Его расположение у Ленинградского зоопарка и Планетария способствовали приобретению культового статуса. В простонародье ресторан также называли «Ухой». «Демьянову уху» любили посещать сотрудники «Ленфильма». Ресторан когда-то посещал Владимир Аллой. Простым ленинградцам было крайне сложно попасть в ресторан, его основными посетителями были иностранные туристы.
|                     |  |  |  |
| Интерьеры ресторана |  |  |  |